# Ekrutindur
Ekrutindur är en bergstopp i republiken Island. Den ligger i regionen Austurland, 400 km öster om huvudstaden Reykjavík. Toppen på Ekrutindur är 666 meter över havet.
Runt Ekrutindur är det mycket glesbefolkat, med 3 invånare per kvadratkilometer. Närmaste större samhälle är Neskaupstaður, omkring 10 kilometer sydost om Ekrutindur. Trakten runt Ekrutindur består i huvudsak av gräsmarker.